# Manuel Osborne-Paradis
Manuel Osborne-Paradis, född 8 februari 1984 i North Vancouver i British Columbia, är en kanadensisk alpin skidåkare. Osborne-Paradis debuterade i mästerskapssammanhang vid junior-VM i franska Serre Chevalier och slutade 5:a i störtlopp. Efter flera topplaceringar i den nordamerikanska cupen blev han 2004 uttagen i Kanadas världscuplag.
Han debuterade i världscupen i januari 2005 i franska Chamonix där han slutade på 14:e plats i störtlopp.
I det efterföljande tävlingarna bekräftade Osborne-Paradis positionen som ett av Kanadas största framtidshopp. Han fick flera placeringar bland de 20 främsta och under VM 2005 i Bormio slutade han som 19:e i störtlopp och 17:e i kombination. Vid OS i Turin 2006 blev han 13:e i störtlopp och 20:e i Super-G, topplaceringarna uteblev dock.
Detta ändrades dock säsongen 2006/2007, i säsongens första störtlopp i kanadensiska Lake Louise slutade han 2:a endast fem hundradelar efter vinnaren Marco Büchel. Den första segern dröjde dock till slutet av säsongen 2008/2009 i norska Kvitfjell.

## Världscupsegrar
| Datum            | Plats       | Gren      |
| ---------------- | ----------- | --------- |
| 6 mars 2009      | Kvitfjell   | Störtlopp |
| 29 november 2009 | Lake Louise | Super-G   |
| 19 december 2009 | Val Gardena | Störtlopp |